# Adolfo Bartoli (fysiker)
Adolfo Bartoli, född den 19 mars 1851 i Florens, död den 18 juli 1896 i Pavia, var en italiensk fysiker, som är mest känd för att ha infört begreppet strålningstryck inom termodynamiken.
Bartoli studerade fysik och matematik vid universitetet i Pisa till 1874. Han var professor i fysik vid tekniska högskolan i Arezzo från 1876, vid universitetet i Sassari från 1878, vid tekniska högskolan i Florens från 1879, vid universitetet i Catania från 1886 och vid universitetet i Pavia från 1893 till sin död.